# Philipp Schwethelm

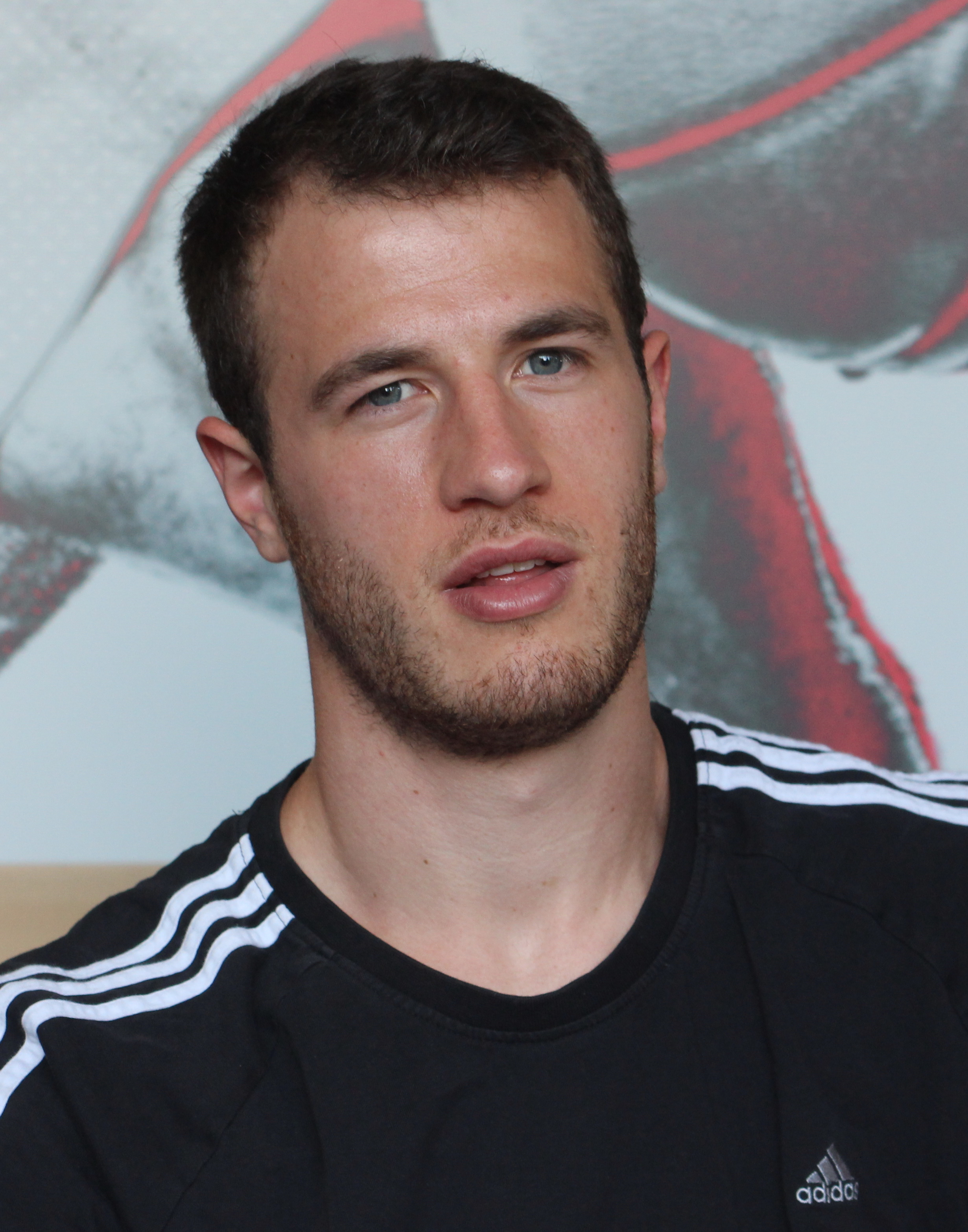
Philipp Schwethelm (2012)

Philipp Schwethelm (1 de maio de 1989) é um basquetebolista alemão. Ele competiu na seleção alemã de basquete no Campeonato Mundial da Federação Internacional de Basquetebol de 2010.